# First Man
First Man er en amerikansk biografisk dramafilm instrueret af Damien Chazelle og skrevet af Josh Singer. Filmen er baseret på bogen First Man: The Life of Neil A. Armstrong skrevet af James R. Hansen, med Ryan Gosling i rollen som Neil Armstrong.

## Medvirkende
- Ryan Gosling som Neil Armstrong
- Claire Foy som Janet Armstrong
- Jason Clarke som Ed White
- Kyle Chandler som Deke Slayton
- Corey Stoll som Buzz Aldrin
- Christopher Abbott som David Scott
- Patrick Fugit som Elliott See
- Lukas Haas som Michael Collins
- Shea Whigham som Gus Grissom
- Brian d'Arcy James som Joseph A. Walker
- Pablo Schreiber som Jim Lovell
- Olivia Hamilton som Patricia White